# Ernesto Alonso

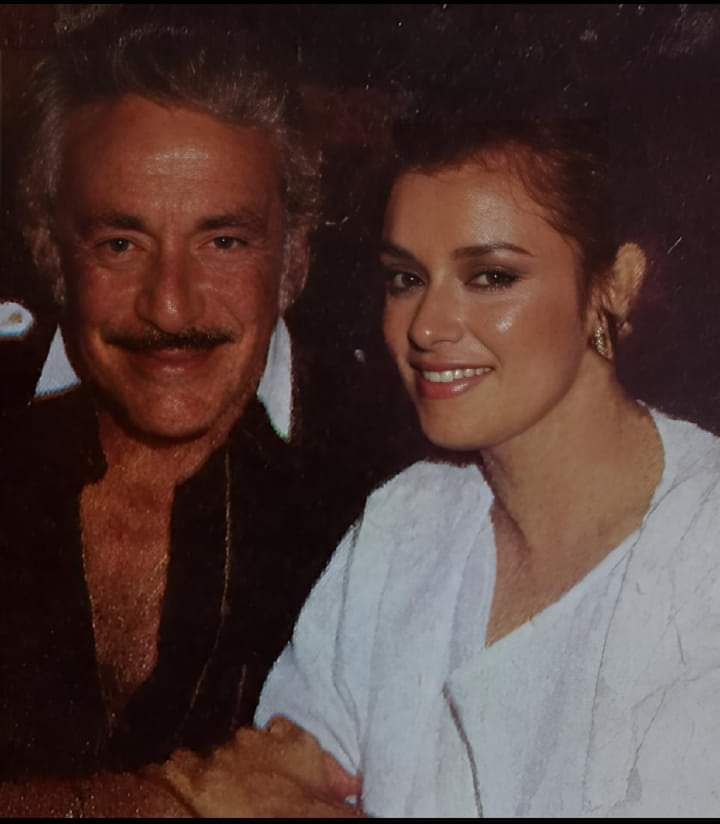
Ernesto Alonso

 Ernesto Ramírez Alonso (* 28. Februar 1917 in Aguascalientes; † 7. August 2007 in Mexiko-Stadt) war ein mexikanischer Schauspieler, Fernsehregisseur und -produzent.
Alonso begann seine Laufbahn als Schauspieler 1937 in dem Film La Sandunga. Seinen ersten bedeutenden Erfolg hatte er in Historia de un Gran Amor (1942) an der Seite von Jorge Negrete und Gloria Marín. Als seine Popularität wuchs, betraute ihn Luis Buñuel mit Hauptrollen in zwei seiner Filme: Abismos de Pasión und Ensayo de un Crimen. Außerdem hatte er eine Sprecherrolle zu Beginn des Filmes Los Olvidados. Bereits 1957 beendete er seine Filmlaufbahn.
In der Folgezeit profilierte sich Alonso als Produzent und Regisseur von Soaps für das mexikanische Fernsehen wie Cartas de Amor, Corazòn Salvaje, Corazòn Salvaje, El Maleficio, Bodas de Odio und Amarte es mi Pecado, was ihm den Spitznamen Señor Telenovela einbrachte. Für seine Verdienste um den mexikanischen Film und die Fernsehindustrie wurde er mit einem goldenen Premio Ariel ausgezeichnet. Auch sein Bruder Alfonso Ramírez Calesero wurde als Schauspieler bekannt.

## Filmografie (Auswahl)
- 1949: Felipe de Jesús
- 1953: Abgründe der Leidenschaft (Abismos de Pasión)
- 1955: Das verbrecherische Leben des Archibaldo de la Cruz (Ensayo de un crimen)
- 1956: Mädchen der Straße (Trotacalles)